# Piers Bohl
Piers Bohl   (Walk, Livònia, 23 d'octubre de 1865 - Riga, 25 de desembre de 1921) va ser un matemàtic rus i letó.

## Biografia
Quan Bohl va néixer, els països bàltics formaven part de l'Imperi Rus, però ell va ser educat per tutors privats i a l'escola germànica de Fellin al comtat de Viljandi (actualment Estònia), fins al 1884 en que va ingressar a la universitat de Dorpat (actualment Tartu, Estònia), en la qual es va graduar en matemàtiques el 1887. El 1893 va defensar la seva tesi a la universitat de Dorpat.
El 1895 va començar a treballar com a professor de matemàtiques al Institut Politècnic de Riga. L'institut va ser traslladat a Moscou, i després a Ivànovo, durant la Primera Guerra Mundial, però el 1919 va retornar a Riga com a escola integrant de la recent creada universitat de Letònia; malauradament la seva salut es va deteriorar i va morir dos anys després d'una hemorràgia cerebral.
Bohl és recordat per haver estat el primer matemàtic en enunciar una versió restringida del que avui es coneix com a teorema del punt fix de Brouwer (1900) i per haver introduït el concepte de funcions quasi-periòdiques en diversos treballs publicats entre 1893 i 1913.